# Cleopatra (аниме)
Cleopatra (яп. クレオパトラ курэопатора, «Клеопатра»), также Cleopatra: Queen of Sex («Клеопатра, королева секса») — эротическое аниме 1970 года, снятое режиссёрами Эйити Ямамото и Осаму Тэдзукой на студии Mushi Production. Являлось частью эротической трилогии «Анимерама» (яп. アニメラマ), созданной по инициативе Тэдзуки. Трилогия также включала аниме Senya Ichiya Monogatari и Kanashimi no Belladonna.
В работе над фильмом принимали участие такие аниматоры, как Кадзуо Накамура, Гисабуро Сугии и Ёсиаки Кавадзири Фильм стал последней — неудачной — попыткой Тэдзуки поправить финансовые дела компании Mushi Production.

## Роли озвучивали
- Тинацу Накаяма — Клеопатра
- Хадзимэ Хана — Цезарь
- Осами Набэ — Марк Антоний
- Нати Нодзава — Октавиан Август
- Дзицуко Ёсимура — Ливия
- Нобуо Цукамото — Иониус
- Кадзуко Имаи — Кальпания